# Megaselia natalicola
Megaselia natalicola är en tvåvingeart som beskrevs av Rudolf Beyer 1960. Megaselia natalicola ingår i släktet Megaselia och familjen puckelflugor. Inga underarter finns listade i Catalogue of Life.